# 이야나가 쇼키치
이야나가 쇼키치(일본어: 彌永 昌吉), 1906년 4월 2일 ~ 2006년 6월 1일)는 일본의 수학자이다.

## 생애
1906년 4월 2일 도쿄에서 태어났고, 1926년부터 1929년까지 도쿄 제국 대학에서 공부하였다. 같은 대학에서 정수론을 공부하다가 다카기 데이지 아래 1936년 박사논문 "일반 단항식 정리에 대하여"로 박사 학위를 받았다. 그 중 1931년부터 1934년 사이에는 유럽으로 유학하여, 프랑스와 독일에서 에밀 아르틴과 같이 공부하였다. 1932년 취리히에서 열린 세계 수학자 대회에도 참석하였고, 여기서 클로드 슈발레, 앙리 카르탕 등을 만날 수 있었다.
이후 도쿄 제국 대학에서 조교수가 되었고, 1942년에는 정교수로 취임하였다. 1961-1962년에는 시카고 대학교에 있었다. 1967년 은퇴하였고, 1967-1968년에는 낭시 대학교, 1967-1977년에는 가쿠슈인 대학의 교수로 있었다.
2006년 도쿄에서 노환으로 사망하기까지 교과서를 비롯한 여러 서적과 논문을 내고 수많은 후학들을 양성하여, 일본 수학계의 기초를 닦은 인물로 평가된다.